# Xã Colfax, Quận Richland, Bắc Dakota
Xã Colfax (tiếng Anh: Colfax Township) là một xã thuộc quận Richland, tiểu bang Bắc Dakota, Hoa Kỳ. Năm 2010, dân số của xã này là 241 người.